# لويز غودمان
لويز غودمان (بالإنجليزية: Louise Goodman)‏ هي خزافة أمريكية، ولدت في 25 ديسمبر 1937.